# Predrag Crnogaj
Predrag Crnogaj (* 27. Dezember 1967 in Zagreb) ist ein ehemaliger kroatischer Fußballspieler und aktueller Trainer. 1992 gewann er mit Rot-Weiss Essen die deutsche Amateurmeisterschaft.

## Trainerkarriere
Von 2012 bis 2017 trainierte er die DJK Katernberg. 
In seiner zweiten Saison bei Fortuna Bredeney, blieb ihm, im Gegensatz zur ersten, der Klassenerhalt verwehrt und er stieg mit der Mannschaft in die Kreisliga B ab, was ihm letztendlich den Trainerposten kostete.